# Comuna de Brenna
Brenna (polaco: Gmina Brenna) é uma gminy (comuna) na Polónia, na voivodia de Silésia e no condado de Cieszyński.
De acordo com os censos de 2004, a comuna tem 10 164 habitantes, com uma densidade 106,4 hab/km².

## Área
Estende-se por uma área de 95,54 km², incluindo:
- área agrícola: 30%
- área florestal: 64%

## Demografia
Dados de 30 de Junho 2004:
|                      | Total   | Total | Mulheres | Mulheres | Homens  | Homens |
| -------------------- | ------- | ----- | -------- | -------- | ------- | ------ |
|                      | pessoas | %     | pessoas  | %        | pessoas | %      |
| População            | 10 164  | 100   | 5149     | 50,7     | 5015    | 49,3   |
| Densidade (pop./km²) | 106,4   | 100   | 53,9     | 53,9     | 52,5    | 52,5   |

De acordo com dados de 2002, o rendimento médio per capita ascendia a 1377,25 zł.

## Comunas vizinhas
- Skoczów, Jasienica, Jaworze, Bielsko-Biała, Szczyrk, Wisła, Ustroń.